# فینال لیگ ملت‌های اروپا ۲۰۱۹
فینال لیگ ملت‌های اروپا ۲۰۱۹ فینال اولین دوره لیگ ملت‌های اروپا بود که بین پرتغال و هلند برگزار شد. این بازی در ورزشگاه دراگو در شهر پورتو و کشور پرتغال برگزار شد. که در نهایت تیم ملی فوتبال پرتغال فاتح لیگ ملت‌های اروپا ۱۹–۲۰۱۸ شد.

## تیم‌ها
| تیم    | دیدارهای فینال پیشین (اعداد پررنگ نشان دهنده قهرمانی) |
| ------ | ----------------------------------------------------- |
| پرتغال | بدون حضور                                             |
| هلند   | بدون حضور                                             |

## محل برگزاری

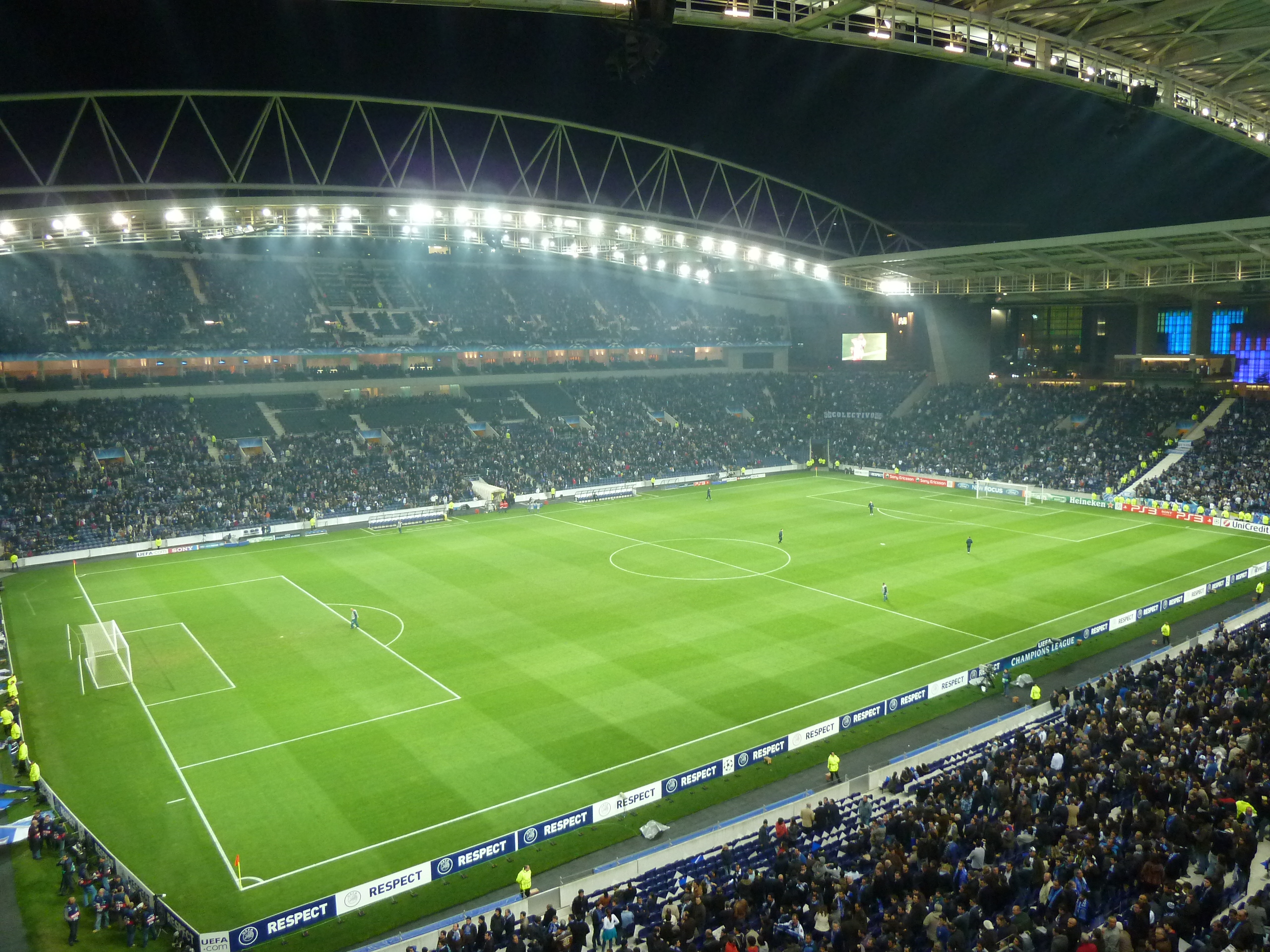
ورزشگاه دراگو در پورتو، پرتغال میزبان بازی.

### ورزشگاه دراگو
ورزشگاه دراگو میزبان بازی خواهد بود. این ورزشگاه در شهر پورتو قرار دارد و به عنوان خانهٔ تیم فوتبال پورتو، گنجایش ۵۰٬۰۳۳ تماشاگر را دارد.

## مسابقه

### جزئیات
| پرتغال     | ۱–۰   | هلند |
| ---------- | ----- | ---- |
| - گجیس ۶۰' | گزارش |      |

| پرتغال | هلند |

### آمار
| آمار            | پرتغال | هلند |
| --------------- | ------ | ---- |
| گل زده          | ۰      | ۰    |
| شوت             | ۱۲     | ۱    |
| شوت داخل چارچوب | ۴      | ۰    |
| سیو             | ۰      | ۴    |
| مالکیت توپ      | ۴۱٪    | ۵۹٪  |
| کرنر            | ۶      | ۱    |
| خطا             | ۴      | ۶    |
| آفساید          | ۱      | ۰    |
| کارت زرد        | ۰      | ۰    |
| کارت قرمز       | ۰      | ۰    |

| آمار            | پرتغال | هلند |
| --------------- | ------ | ---- |
| گل زده          | ۱      | ۰    |
| شوت             | ۷      | ۴    |
| شوت داخل چارچوب | ۳      | ۱    |
| سیو             | ۳      | ۲    |
| مالکیت توپ      | ۵۰٪    | ۵۰٪  |
| کرنر            | ۴      | ۳    |
| خطا             | ۲      | ۷    |
| آفساید          | ۱      | ۲    |
| کارت زرد        | ۰      | ۲    |
| کارت قرمز       | ۰      | ۰    |

| آمار            | پرتغال | هلند |
| --------------- | ------ | ---- |
| گل زده          | ۱      | ۰    |
| شوت             | ۱۹     | ۵    |
| شوت داخل چارچوب | ۷      | ۱    |
| سیو             | ۳      | ۶    |
| مالکیت توپ      | ۴۵٪    | ۵۵٪  |
| کرنر            | ۱۰     | ۴    |
| خطا             | ۶      | ۱۳   |
| آفساید          | ۲      | ۲    |
| کارت زرد        | ۰      | ۲    |
| کارت قرمز       | ۰      | ۰    |